# KW (czołg)

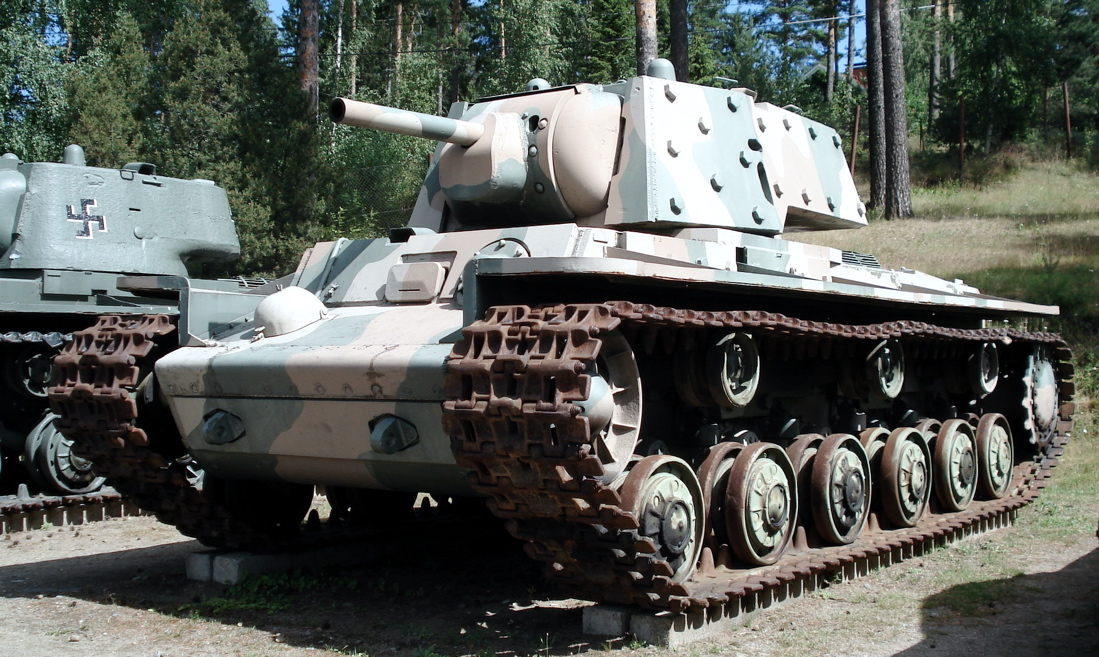
Model KW-1E w fińskim Muzeum Czołgów

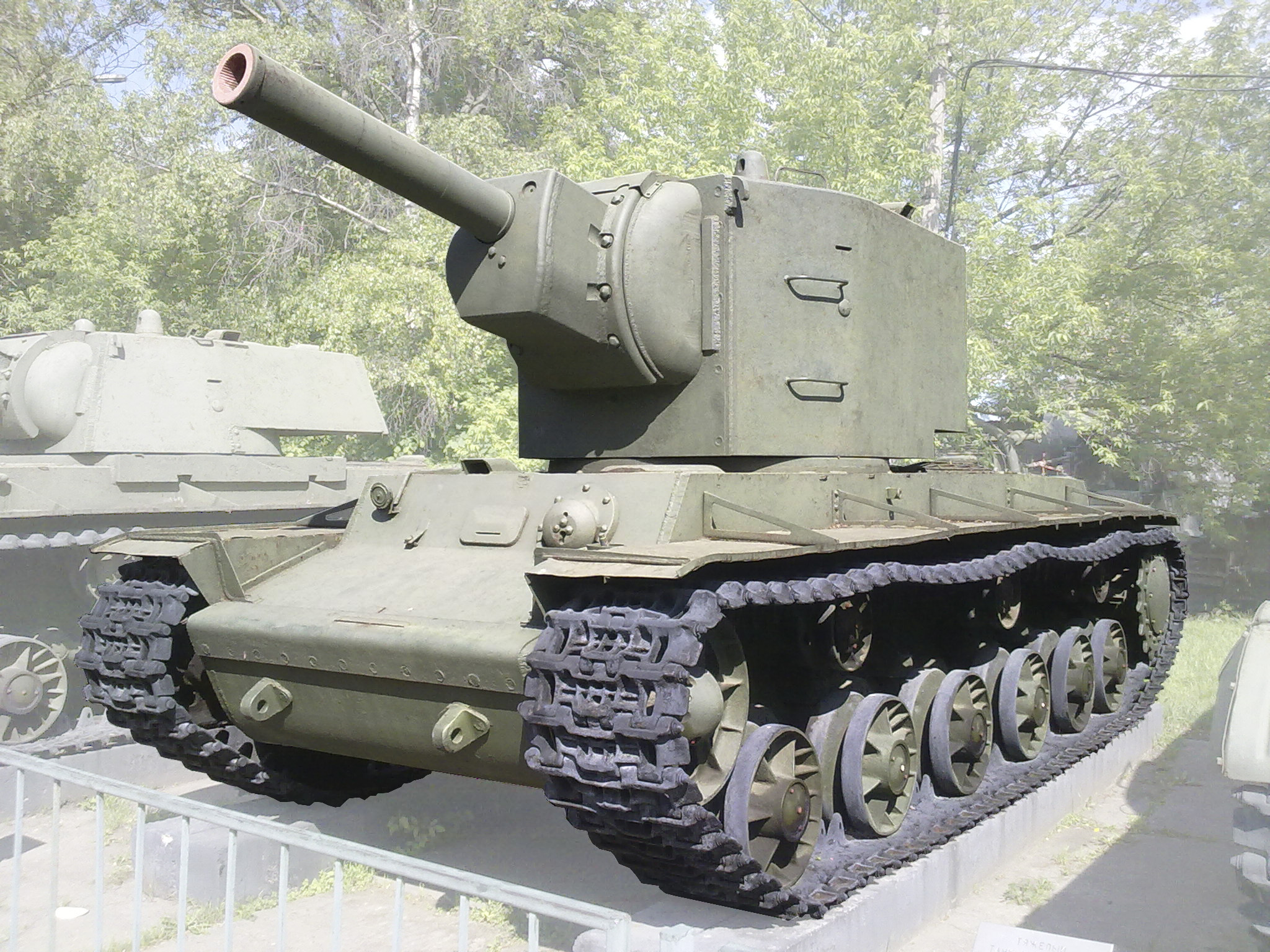
Model KW-2

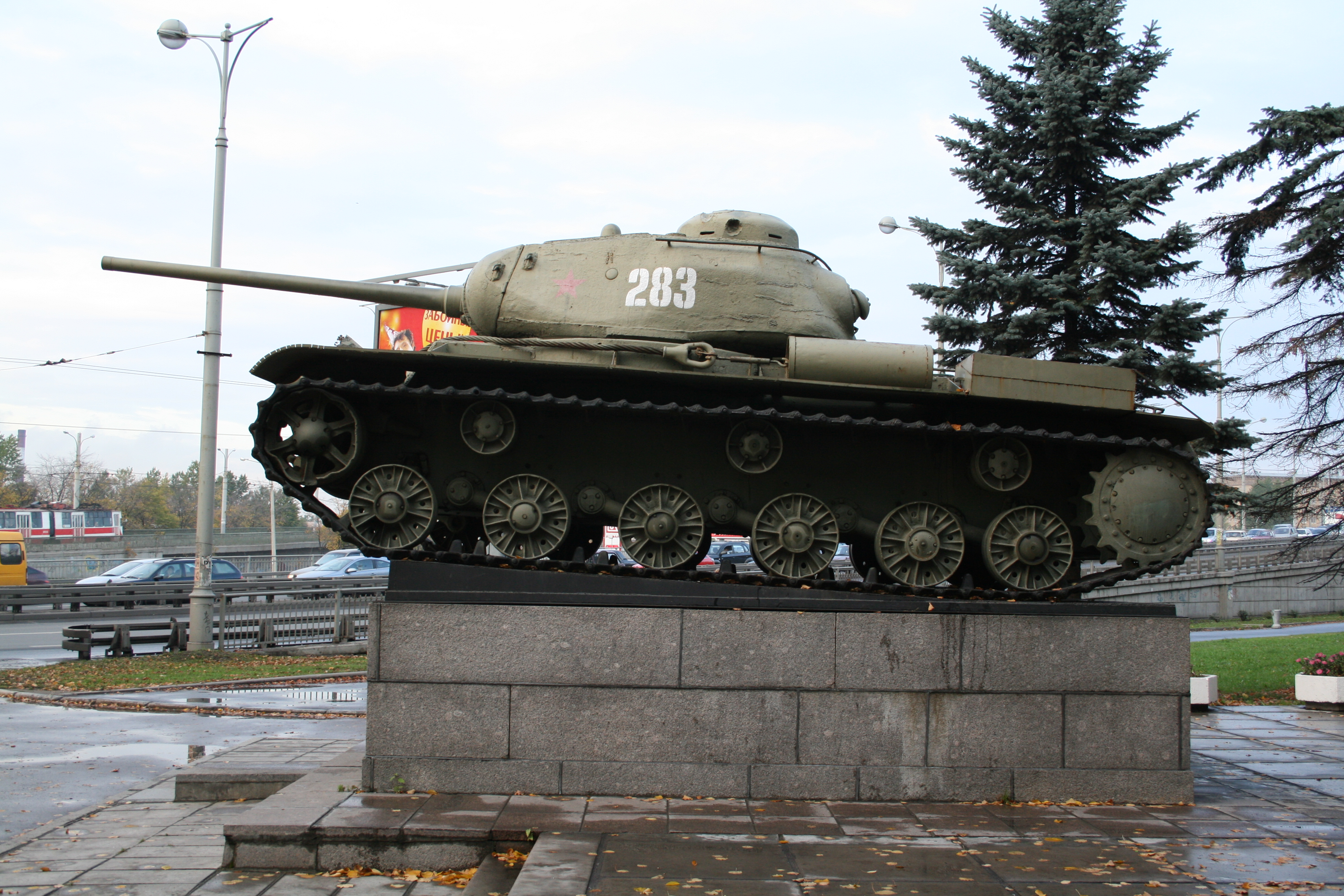
Model KW-85

KW (ros. КВ) – seria czołgów ciężkich produkowanych w czasie II wojny światowej w Związku Radzieckim nazwanych na cześć ówczesnego ludowego komisarza obrony ZSRR, Klimenta Woroszyłowa. W momencie ataku Niemiec na Związek Radziecki były to jedyne czołgi ciężkie produkowane seryjnie na świecie.

## Historia
Po raczej kiepskich doświadczeniach z wielowieżowym czołgiem T-35, radzieccy projektanci zaczęli pracować nad następnym modelem czołgu ciężkiego. Jednym z głównych projektów był SMK, w którym zmniejszono liczbę wież z pięciu do dwóch. Zamówiono dwa prototypy jednak jeszcze przed ich powstaniem zdecydowano, aby jeden z nich zbudować z pojedynczą wieżą ale z grubszym opancerzeniem. Nowo powstały jednowieżowy czołg był pierwszym prototypem KW.
Po wybuchu wojny zimowej, SMK, KW i T-100 zostały wysłane na front fińsko-radziecki na Przesmyku Karelskim w celu przeprowadzenia testów w warunkach bojowych. Walczyły w składzie 20.SBCzC (20. Samodzielnego Batalionu Czołgów Ciężkich). 17 grudnia 1939 roku, podczas przełamywania umocnień Linii Mannerheima, grube opancerzenie KW okazało się być wysoce odporne na fińską broń przeciwpancerną, a KW pokazał swoją wyższość nad pozostałymi projektami, i decyzją Komitetu Obrony przy RKL ZSRR z dnia 19 grudnia 1939 roku został przyjęty na uzbrojenie Armii Czerwonej oraz wdrożony do produkcji – w wersji KW-1 (uzbrojonej w armatę 76,2 mm) i KW-2 (uzbrojonej w haubicę 152 mm).
Gruby pancerz KW czynił go praktycznie nie do zniszczenia przez ówczesne działa przeciwpancerne, jednak czołg ten miał wiele wad konstrukcyjnych. Był bardzo powolny i mało zwrotny, a przy tym był uzbrojony w takie samo działo co czołgi średnie. Największym problemem była jednak wysoka zawodność tych czołgów: więcej egzemplarzy utracono z powodu awarii niż w walce. Na przykład skrzynia biegów była tak kiepsko zaprojektowana i wykonana, że kierowcy byli zmuszeni używać młotków, aby zmienić bieg.
W momencie inwazji na Związek Radziecki Armia Czerwona była wyposażona w 639 KW-1. W tym czasie żaden niemiecki czołg ani działo przeciwpancerne nie było w stanie spenetrować grubego pancerza KW, do ich zniszczenia potrzebna była pomoc lotnictwa lub artylerii. Jedynie słynne niemieckie działo 88 mm było w stanie przebić gruby pancerz tego czołgu.
Z powodu wysokiej wartości bojowej postanowiono kontynuować produkcję serii KW. Wprowadzono standaryzację części i KW miał teraz taki sam silnik, działo i skrzynię biegów jak T-34. W czasie trwania działań wojennych pancerz KW był wzmacniany w miarę jak wzrastała efektywność niemieckiej broni przeciwpancernej. Nowy wariant czołgu został nazwany KW-1 M1942 (KW-1C). Był on bardzo dobrze opancerzony, ale jeszcze bardziej powolny i trudniejszy do manewrowania niż jego poprzednik.
Następna wersja, KW-1S była znacznie szybsza.
Ostatnią wersją KW była krótka seria KW-85 w której wykorzystano kadłub KW-1S, z wieżą zaprojektowaną dla czołgu IS-1 (który jeszcze nie wszedł do produkcji) i z działem D-5T (tym samym jakie używał T-34-85). Wysokie zapotrzebowanie na tę armatę spowolniło produkcję KW-85, a produkcja całej serii została zakończona w 1944 roku po wejściu do produkcji seryjnej IS-2.

## Warianty
W czasie wojny Rosjanie nie mieli oficjalnych nazw dla różnych modeli KW-1, a oznaczenia jak Model 1939 (po rosyjsku "Obr.1939") pojawiły się dopiero po wojnie w publikacjach wojskowych. Oznaczenia w rodzaju "KW-1A" były używane tylko przez armię niemiecką.

### KW-1 Model 1939/40
Pierwszy model produkcyjny, bolączką tych czołgów były częste awarie, same czołgi jednak okazały się praktycznie niezniszczalne w czasie wojny zimowej. Prototyp został uzbrojony w armatę Ł-11, po powrocie z Finlandii dokonano wymiany działa na armatę F-32, a późniejsze wersje z 1940 roku posiadały 76-milimetrową armatę F-34, czołg posiadał pancerz grubości od 30 do 90 mm. Pierwsza wersja była nazywana przez Niemców "KW-1A", a druga "KW-1B". Zbudowano 141 egzemplarzy.

### KW-1E
KW-1 z blachami stalowymi  ("ekranem") jako doraźną formą pogrubienia pancerza. W wieży po bokach miał wizjery.

### KW-1 Model 1941
Wieża ze stali odlewanej uzbrojony w nową armatę F-34 lub ZiS-5 z dłuższą lufą i posiadał pancerz 30–95 mm. Niemieckie oznaczenie "KW-1C".

### KW-1K
Pojazd uzbrojony w wyrzutnię niekierowanych pocisków rakietowych RS-82.

### KW-1S Model 1942
Litera "S" oznaczała skorostnyj (ros. szybki). Czołg ten miał nową lżejszą i mniejszą wieżę, masę mniejszą o 5 ton oraz za sprawą zmodyfikowanego układu przeniesienia napędu - większą prędkość. Uzbrojony był w ZiS-5 i posiadał pancerz 30–82 mm. Powstało 1106 czołgów tego typu budowanych w Czelabińskich Kirowskich Zakładach na Uralu.

### KW-2
- KW-2 Model 1939 - Wersja uzbrojona w haubicę kalibru 152 mm M-10 i nową wieżę. Niemcy nazywali go "KW-2A"

- KW-2 Model 1940 - Druga wersja KW-2 była produkowana w oparciu o model "KW-1B" i miała  inną wieżę od "KW-2A". Niemiecka nazwa  "KW-2B".

Łącznie zbudowano 334 egzemplarzy.

### KW-3
Znany też pod nazwą Obiekt 223. Wersja ze zwiększonym opancerzeniem i 107-mm armatą ZiS-6. Zbudowano 1 egzemplarz prototypowy, który miał działo F-32 zamiast działa ZiS-6.

### KW-4
20 projektów - wiele wersji.

### KW-5
Projekt pod oznaczeniem Obiekt 225.

### KW-7
Dwa prototypy pod nazwą Obiekt 227.

### KW-8
KW-1 uzbrojony w miotacz ognia ATO-41 umieszczony w wieży obok karabinu maszynowego. Główne uzbrojenie czołgu zostało zamienione na mniejsze działo wz. 1932 (20K) o kalibrze 45 mm. Zbudowano 222 egzemplarze. Opracowywano także wersję KW-8S, była to wersja zbudowana na czołgu KW-1S. Zbudowano ok. 10 szt. wskutek braku elementów.

### KW-9
KW-1 uzbrojony w haubice 122 mm U-11. Powstało tylko 10 czołgów.

### KW-12
Czołg z miotaczem ognia, konkurent KW-8.

### KW-13
Eksperymentalny czołg średni, który miał zastąpić używane w armii czołgi KW i T-34. Zbudowano trzy prototypy.

### KW-85
KW-1S uzbrojony w działo D-5T o kalibrze 85 mm i z wieżą zaprojektowaną dla IS-a, ta wersja nie weszła do masowej produkcji na dużą skalę (wyprodukowano zaledwie 148 sztuk) ze względu na duże zapotrzebowanie na armatę D-5T dla T-34. KW-85 był też "wozem przejściowym" do czasu pojawienia się czołgów serii IS.

### KW-122
KW-85 z działem D-25T.

### T-150
KW-1 posiadający nową wieżę z wieżyczką dowódcy uzbrojony w działo F-34. Powstał tylko 1 egzemplarz.

### KW-220
KW-1 który miał mieć nowy kadłub, nową wieżę i działo F-39. Powstały 3 egzemplarze z wieżą KW-1 i działem F-32.

## Inne pojazdy na podwoziu KW
- pancerny ciągnik ewakuacyjny.
- ciężkie działo samobieżne Obiekt 212A.
- ciężkie działo samobieżne KW-14 (SU-152), około 700 egzemplarzy.

## Użytkownicy
Armia Czerwona wykorzystywała czołgi KW aż do końca wojny. Dużą liczbę czołgów typu KW-1 i KW-2 zdobyła armia niemiecka i po wyremontowaniu część z nich trafiła do służby w Wehrmachcie i oddziałach Waffen SS. Finlandia zdobyła 2 czołgi KW, następnie użyła ich bojowo na froncie w Karelii w roku 1944. Do Wojska Polskiego trafiło 5 czołgów KW-85. Były one używane do celów szkoleniowych przez Oficerską Szkołę Broni Pancernej.